# Кизил-суат
Кизи́л-суа́т (каз. Қызыл суат) — село у складі Цілиноградського району Акмолинської області Казахстану. Адміністративний центр Кизилсуатського сільського округу.
Населення — 548 осіб (2021; 684 у 2009, 368 у 1999, 416 у 1989).
Національний склад станом на 1989 рік:
- німці — 54 %;
- казахи — 29 %.

Станом на 1989 рік село називалось Калініно, ще раніше — імені Калініна.